# Homalozoon
Homalozoonidae
Famille
Genre
Homalozoon, unique représentant de la famille des Homalozoonidae, est un genre de Ciliés marins de l'ordre des Haptorida.

## Étymologie
Le nom Homalozoon est dérivé du grec ομαλ / omal, « uni, lisse, aplani », et ζωον / zoon, « être vivant (le plus souvent) animal ».

## Description
Le genre Homalozoon est semblable à un ver. En effet, son corps a une forme allongée, aplatie latéralement et contractile, dont la longueur se situe entre 150 et 1 500 μm de long. 
La partie postérieure est en forme de queue arrondie. L’extrémité antérieure est émoussée, légèrement inclinée vers l'arrière de droite à gauche. 
L’ouverture buccale est une fente le long du bord apical. La région buccale est soutenue par des trichites. La surface supérieur gauche présente trois cinéties mais peut être dépourvue de cils, chez certaines espèces. On observe une crête longitudinale distinctive le long de la ligne médiane. La surface inférieur droite est ciliée pouvant avoir jusqu'à une vingtaine de cinéties longitudinales. Les trichocystes sont répartis dans tout le corps. Le macronucléus, généralement situé le long du bord ventral, est moniliforme (c’est-à-dire présente alternativement des étranglements et des renflements). Plusieurs vacuoles contractiles sont alignées le long du bord dorsal.

## Habitat et répartition
Homalozoon est un genre marin qui n'a été observé que dans les Iles Britanniques (dans la Manche occidentale) et en Antarctique d'après les données de GBIF (29 octobre 2023).

## Liste des espèces
Selon le World Register of Marine Species (29 octobre 2023) :
- Homalozoon caudatum Kahl, 1935
- Homalozoon vermiculare Stokes, 1887 (espèce type)[note 1],[4]

## Systématique
Le nom valide complet (avec auteur) de ce genre est Homalozoon Stokes, 1890, publié en 1890 par le naturaliste américain Alfred Cheatham Stokes (d) dans les Proceedings of the American Philosophical Society. En 1980, le microbiologiste russe Anatoli Viktorovitch Jankowski (d) a proposé de séparer le genre dans la famille monogénérique des Homalozoonidae.